# Стрибки у воду на Європейських іграх 2023 — вишка, 10 метрів (жінки)
Змагання зі стрибків у воду з десятиметрової вишки серед жінок на Європейських іграх 2023 відбулись 23 червня.

## Результати[1][2]
| Місце | Спортсмен             | Країна          | Попередні змагання | Попередні змагання | Фінал              | Фінал              |
| Місце | Спортсмен             | Країна          | Бали               | Місце              | Бали               | Місце              |
| ----- | --------------------- | --------------- | ------------------ | ------------------ | ------------------ | ------------------ |
| 1     | Іден Ченг             | Велика Британія | 299.35             | 1                  | 331.60             | 1                  |
| 2     | Крістіна Вассен       | Німеччина       | 285.75             | 3                  | 330.95             | 2                  |
| 3     | Сара Джодойн Ді Марія | Італія          | 299.00             | 2                  | 320.10             | 3                  |
| 4     | Елена Вассен          | Німеччина       | 266.00             | 8                  | 317.30             | 4                  |
| 5     | Робін Бірх            | Велика Британія | 277.55             | 4                  | 289.25             | 5                  |
| 6     | К'яра МакГінг         | Ірландія        | 254.65             | 11                 | 280.10             | 6                  |
| 7     | Елсе Праастерінк      | Нідерланди      | 270.85             | 6                  | 278.15             | 7                  |
| 8     | Ніколета Міскалу      | Румунія         | 255.60             | 10                 | 277.05             | 8                  |
| 9     | Джейд Жіллє           | Франція         | 276.30             | 5                  | 256.15             | 9                  |
| 10    | Мая Бідіжнеллі        | Італія          | 268.50             | 7                  | 245.40             | 10                 |
| 11    | Валерія Антоліно      | Іспанія         | 258.65             | 9                  | 223.00             | 11                 |
| 12    | Гелле Туксен          | Норвегія        | 247.40             | 12                 | 217.80             | 12                 |
| 13    | Ана Карвахаль         | Іспанія         | 230.85             | 13                 | Завершили змагання | Завершили змагання |
| 14    | Аманда Лундін         | Швеція          | 221.35             | 14                 | Завершили змагання | Завершили змагання |
| 15    | Йона Карку            | Румунія         | 207.90             | 15                 | Завершили змагання | Завершили змагання |
| 16    | Ставрула Халему       | Греція          | 206.15             | 16                 | Завершили змагання | Завершили змагання |
| 17    | Джея Патріка          | Латвія          | 200.10             | 17                 | Завершили змагання | Завершили змагання |
| 18    | Аліса Закарня         | Вірменія        | 123.75             | 18                 | Завершили змагання | Завершили змагання |